# Macropsis delhiensis
Macropsis delhiensis är en insektsart som beskrevs av Rao,k. och K. Ramakrishnan 1979. Macropsis delhiensis ingår i släktet Macropsis och familjen dvärgstritar. Inga underarter finns listade i Catalogue of Life.